# Borrowdale (Harare)
Borrowdale é um rico subúrbio residencial no norte de Harare, capital do Zimbábue.

## Controvérsia
Em 2006 diversos residentes (incluindo aristocratas britânicos ricos) do local, predominantemente brancos foi desapropriado de seus repousos por causa de sua proximidade a casa nova de Robert Mugabe no local. Em 2007 foi noticiado que 100 jovens, principalmente brancos, estavam presos durante a invasão de um clube noturno do subúrbio, e detidos no distrito de polícia central. De acordo com testemunhas oculares, muitos destes jovens foram atacados pela polícia zimbabuana. Em 2008 foi relatada a situação cada vez mais hostil que a comunidade branca vem enfrentando no país.